# Sender Berlin-Stallupöner Allee
Der Sender Berlin-Stallupöner Allee war eine Sendeanlage des Rundfunks Berlin-Brandenburg in der Stallupöner Allee im Berliner Ortsteil Westend.

## Geschichte
Zum Zweck des Aufbaus eines Fernmeldenetzes, das im Kriegsfall wichtige Funkverbindungen aufrechterhalten sollte, ordnete Hermann Göring die Errichtung eines Verstärkeramts in der Reichshauptstadt Berlin an. Zu Tarnzwecken sollte ein als Wohnhaus getarntes Gebäude in der gerade in Entstehung befindlichen Landhaussiedlung im Berliner Grunewald errichtet werden, wofür die Reichspostdirektion Berlin ein Grundstück an der Stallupöner Allee 19–23 erwarb. Architekt war der damals noch junge, vom Reichspostministerium angeheuerte Hans Wolff-Grohmann. Es entstanden ein zweigeschössiges Wohnhaus mit Walmdach (Stallupöner Allee 23) sowie östlich davon ein eingeschossiges Landhaus (Stallupöner Allee 19–21), im Untergrund verbargen sich die eigentlichen technischen Anlagen in einem Bunker. Das Verstärkeramt Berlin II unterstützte nicht nur das Telefonnetz der Reichshauptstadt, sondern hielt auch wichtige Fernmeldeverbindungen nach Hamburg, Leipzig und München aufrecht. Aus Anlass der Olympischen Spiele 1936 wurde von hier aus die erste Breitbandkabelleitung von Berlin nach Leipzig verlegt, die eine damals neuartige Bildtelefonie zwischen Teilnehmern des Telefonnetzes ermöglichte.
Die Tarnung blieb während der gesamten Dauer des Zweiten Weltkriegs aufrecht, sodass die unbeschädigte Anlage nach dem Krieg in die britische Besatzungszone fiel. 1946 ordnete die britische Militärregierung den Aufbau einer Sendeanlage in den ehemaligen Räumlichkeiten des Verstärkeramtes an. Die Anlage wurde binnen zwei Monaten aufgebaut und der Sendebetrieb am 17. August 1946 aufgenommen. Zwei 50 m hohe selbststrahlende Gittermasten dienten der Ausstrahlung auf der Frequenz 1095 kHz mit 1 kW für die britischen Streitkräfte und auf der Frequenz 1330 kHz mit 5 kW für den NWDR. Als bemerkt wurde, dass mit dieser Leistung nicht ganz Berlin abgedeckt werden konnte, wurde die Sendeleistung 1949 auf 20 kW erhöht.
Im Juli 1949 fiel die Anlage an den NWDR. Im Zuge des Kopenhagener Wellenplans wurde dem NWDR die Frequenz 566 kHz zugewiesen, die auch vom Sender Athlone in Irland verwendet wurde. Aufgrund starker gegenseitiger Störungen beider Sender musste die Leistung abends reduziert werden. Die britischen Streitkräfte bekamen die Frequenz 1214 kHz. Im September 1951 wurden zwei neue jeweils 120 und 126 m hohe Masten errichtet, mit denen nachts eine Ausblendung nach Westen realisiert werden konnte.
Ende 1955 gaben die britischen Streitkräfte die Ausstrahlung ihres Programms über diese Sendeanlage auf, die Frequenz wurde von der BBC übernommen. Gleichzeitig wurde auf 1484 kHz nunmehr ein drittes Programm, SFB 2, ausgestrahlt. 1960 wurde eine neue 100 kW starke Sendeanlage für die Ausstrahlung von SFB 1 in Betrieb genommen, mit der die Reichweite des Programms enorm verbessert werden konnte.
Im Zuge des Genfer Wellenplans fanden im Jahr 1975 Frequenzänderungen bei allen drei Programmen statt: SFB 1 bekam die 567 kHz und musste fortan nicht länger nach Westen ausblenden. SFB 2 erhielt die 1449 kHz, die BBC die 810 kHz. 1988 wurde eine neue Antennenanlage, bestehend aus zwei 130 m hohen Masten, in Betrieb genommen, von denen nur einer im Regelbetrieb genutzt wurde, während der andere Mast als Reserve diente.
Ende 1988 stellte die BBC ihren Betrieb über den Sender Stallupöner Allee ein. 1993 folgte SFB 2. Ende 1997 wurde auch die Leistung der Frequenz 567 kHz, auf der nunmehr das Programm Radio Multikulti übertragen wurde, auf lediglich 1800 Watt reduziert. Im gleichen Jahr wurde einer der beiden 130 m hohen Masten durch einen 45 m hohen Stahlfachwerkturm ersetzt. Ende 2005 wurde der Sendebetrieb vollständig eingestellt, 2006 wurde der letzte Mast zurückgebaut.
Das Sendergebäude stand unter Denkmalschutz. 2010 erwarb ein Investor das Grundstück mit dem Ziel, sämtliche Bestandsbauten abzureißen. Er argumentierte erfolgreich mit dem schlechten baulichen Zustand der Anlage, die einen Erhalt im Sinne des Denkmalschutzes völlig unwirtschaftlich erscheinen ließ, und einigte sich schließlich mit dem Bezirk Charlottenburg-Wilmersdorf 2013 auf einen Kompromiss: der Investor verpflichtete sich, das zweigeschössige Wohnhaus an der Stallupöner Allee 23 zu erhalten, im Gegenzug werde der Denkmalschutz aufgehoben und der Abriss aller anderen Bauten genehmigt. Im Frühjahr 2013 erfolgte schließlich die Entwidmung und der Abriss. Auf dem Grundstück entstanden zwei dreigeschössige Stadtvillen mit Tiefgarage.